# Narrativ modus
Narrativ modus er et narratologisk begreb fra Gérard Genettes Discours du recit, 1979, som beskæftiger sig med fortællerforholdene i en fortælling. Genette peger på to primære modaliteter: distance og perspektiv. De to modaliteter regulerer narrativ information i en fortælling.

## Distance
Modaliten distance bliver vurderet ud fra to forhold. Det ene forhold handler om, hvor detaljerig repræsentationen er, mens det andet forhold drejer sig om, hvor direkte, der bliver fortalt. Distancen mellem fortælleren og det fortalte kan variere, både i en fortælling og i forhold til andre fortællinger. Distancen er mindst, når den narrative repræsentation er mest detaljerig og når repræsentationen sker mest muligt direkte. Distancerne skal forstås som nedslag på en skala fra størst mulig distance til mindst mulig.
Den størst mulige distance findes, når fortælleren fortæller, uden at være involveret i narrativet, og uden at være under indflydelse af det. Dette kalder Genette narrativ tale. Den næststørste distance er i Genettes terminologi indirekte tale. Herved forstås at fortælleren parafraserer, hvad der bliver ”sagt” i fortællingen og at læseren derved ikke har adgang til den specifikke ordlyd. I henhold til de to øvrige distancer, er det uklart, hvorvidt den ene har en mindre distance fra det fortalte end den anden, ifølge Genette. Det er henholdsvis direkte tale, og umiddelbar tale. Direkte tale fungerer som citering af karaktererne, mens umiddelbar tale er når en karakter fortæller i stedet for fortælleren. Direkte tale og umiddelbar tale adskiller sig fra hinanden udelukkende ved, at direkte tale bliver introduceret med et deklarativ eller er markeret med formalia, mens der ikke er noget ydre, der indikerer, at fortællersituationen har ændret sig, når det kommer til umiddelbar tale.
Disse distancer forholder sig til hvor direkte talen er, eller i hvor høj grad de ord som læseren møder på siden, foregiver at optræde direkte i det fortalte som ord, der bliver sagt eller tænkt. Fænomener, der ikke består af ord kan på denne måde aldrig kommunikeres direkte, uanset hvor detaljerigt, der fortælles om dem.
Distancebegrebet kan anvendes til at blive klogere på, hvilke dele af narrativet, som bliver anset som særligt vigtige af fortælleren. Det, som bliver beskrevet med stor detaljegrad, er ofte også det, som har stor betydning i narrativet. I nogle narrativer forholder det sig dog sådan, at det netop er det, som ikke bliver fortalt, som er af særlig betydning. Der kan være det, der kaldes tomme pladser i en tekst, eller der kan være tale om at fortælleren decideret hemmeligholder eller lyver om begivenheder. En opmærksomhed på distance hos fortælleren kan være med til at gøre det mere tydeligt, om fortælleren benytter sig af sådanne funktioner.

### Eksempel
I Harry Potter-bøgerne anvender fortælleren alle tænkelige distancetyper. Den størst mulige distance – narrativ tale – findes for eksempel i Harry Potter og Dødsregalierne, 2007, i titlen på det sidste kapitel: "19 år senere". Til sammenligning har fortælleren brugt 7 romaner (minus det første kapitel i første bog og det sidste kapitel i den syvende bog) på at beskrive, hvad der sker på syv år - nemlig fra Harry er elleve år og til og med hans syttende år, som er en tid, han primært bruger på troldmandsskolen Hogwartz. Efter at have læst hele serien ved man meget mere om de år, Harry er i skolealderen, end om de 19 år, der bliver refereret til i det citerede, ganske enkelt fordi, det er det eneste der bliver fortalt om dem. Dette eksempel har en meget høj grad af distance, fordi det både har en meget lav detaljegrad, og fordi der er tale om narrativ tale - fortælleren fortæller, uden at være involveret i de begivenheder, der bliver fortalt om.
Der findes mange forskellige grader af indirekte tale. Et klassisk eksempel på indirekte tale kunne være: "Der måtte være noget helt ekstraordinært gemt i denne topsikrede boks, mente Harry og stak ivrigt hovedet frem i forventning om at se de vidunderligste juveler eller andre ufattelige rigdomme". I eksemplet indikerer ordet "mente", at det, der står før, er noget Harry har ræsonneret sig frem til. Når det står i den form det gør, altså uden citationstegn, betyder det, at Harry har tænkt noget i den retning, men også, at det ikke nødvendigvis er med de ord, han har tænkt det. Det er en parafrasering af Harrys tanker. Et eksempel med en lidt højere grad af distance, men hvor der stadig er tale om indirekte tale kunne være i det følgende: "Han [Argus Filch] ville ikke tro på, at de var faret vild, men hældede mere til den overbevisning, at de var et par uvorne elever, der forsøgte at bryde ind med vilje". Her har Harry og Ron haft en samtale med Filch, men de ord, som blev udvekslet under denne samtale, har man som læser ikke adgang til. Fortælleren har her i stedet valgt at parafrasere, hvad Filch giver udtryk for under samtalen.
Direkte tale er nok den distanceform, som er lettest at genkende, fordi den altid er markeret, typisk med citationstegn. ""Jeg har døbt ham Norbert," sagde Hagrid og sendte dragen et kærligt blik. "Han er helt vant til mig nu. Se bare: Norbert! Norbert! Kom hen til mor...!"" Det, som står inden for citationstegnene er noget, som Hagrid ordret siger i narrativet. Det skal altså forestille, at der her ikke fortælles, at det er faktuelt.
Umiddelbar tale er lidt sværere at udpege, fordi det er en distanceform, som typisk er tæt forbundet med en eller flere af de andre. Et eksempel kunne være: "Hans sidste trøstende tanke, før han faldt i søvn, var, at selvom familien Potter var involveret, behøvede de jo ikke at belemre ham og fru Dursley med det. Potter-familien vidste udmærket godt, hvad Petunia og han mente om dem og deres slags ... Han kunne faktisk slet ikke se, hvordan Petunia og han kunne blive blandet ind i, hvad der end foregik. Han gabte og vendte sig om på siden – Det kom ikke dem ved ..." I dette stykke overtager Hr. Dursley i højere og højere grad rollen som fortæller. Indledningsvist bliver det markeret, at det er noget han tænker, som med indirekte tale, men næsten umærkeligt glider det over i en umarkeret tilstand. Den sidste sætning er fuldstændig umarkeret, men alligevel er man som læser klar over, at det er hans tanke, og ikke fortællerens.

## Perspektiv
Den anden hovedmodalitet hos Genette er perspektiv. Perspektivet afgøres hos Genette af hvilke begrænsninger fortælleren sætter op i forhold til hvad og hvordan, der kan fortælles om karakterer.
Fortælleren har tre mulige positioner. Den første er nulfokalisering, hvor fortælleren fortæller mere end nogen karakter ved. Den anden er indre fokalisering, hvor fortælleren fortæller præcis så meget som en eller flere karakterer ved (altid én ad gangen). Den tredje er den ydre fokalisering, hvor fortælleren fortæller mindre, end nogen karakter ved.
Genette pointerer desuden, at fokaliseringen sjældent er den samme gennem et helt narrativ. Med fokaliseringsbegrebet gøres der ikke forskel på, om fortælleren bruger førstepersons- eller trejdepersonpronomener om den fokale, perspektivbærende karakter, fordi fortælleren og den fokale karakter er forskellige instanser, som for eksempel kan være adskilt af tid. Fokaliseringsbegrebet peger på, at der altid bliver fortalt fra et sted, og at fortælleren kan være mere eller mindre influeret af karaktererne i narrativet, med hensyn til holdning og forståelse af de begivenheder, der udfolder sig.

### Eksempel
I Harry Potter-bøgerne er det Harry, der er i centrum. Dette kunne forlede én til at tro, at fortælleren altid har indre fokalisering hos Harry, men det er ikke rigtigt. I det første kapitel af Harry Potter og De Vises Sten, 1998, følger man for eksempel en række andre karakterer, inklusive Hr. Dursley og professor Albus Dumbledore. Disse karakterer indtræder i rollen som den fokale karakter i deres respektive dele af narrativet. I det første stykke er der indre fokalisering hos Hr. Dursley, hvilket betyder, at man som læser kan følge med i, hvordan han forholder sig til og tænker om alle de mystiske ting, som pludselig foregår omkring ham.
Enkelte steder ved fortælleren mere end karaktererne, på fortælletidspunktet. Her er der tale om nulfolkalisering. Det kommer til udtryk i bemærkninger som "Der tog han meget fejl", hvor karakteren tror ét, men fortælleren ved bedre. Andre steder ved fortælleren ikke, hvorfor karaktererne gør, eller tænker, som de gør: "Albus Dumbledore så ikke ud til at være klar over, at han færdes i et kvarter, hvor mænd af hans slags var særdeles uvelkomne". I det citerede befinder fortælleren sig i en observerende position, som fluen på væggen, hvilket er et eksempel på ydre fokalisering.
Ved at undersøge fokalisering, kan man blive klogere på, hvilke synsvinkler, der bliver anlagt. Herved bliver det tydeligere, at der for eksempel ikke i ovenstående citat er præsenteret evidens for, at Dumbledore ikke er klar over, at han færdes i et område, hvor han ikke er velkommen. Fortælleren synes blot, at han ligner én, der ikke ved det. Han kunne meget vel være klar over det, men bare fuldstændig ligeglad. Herved bliver man som læser opmærksom på, at man ikke altid kan tage fortællerens ord for pålydende, selvom det i dette tilfælde er temmelig harmløst.